# Mura di Pitigliano

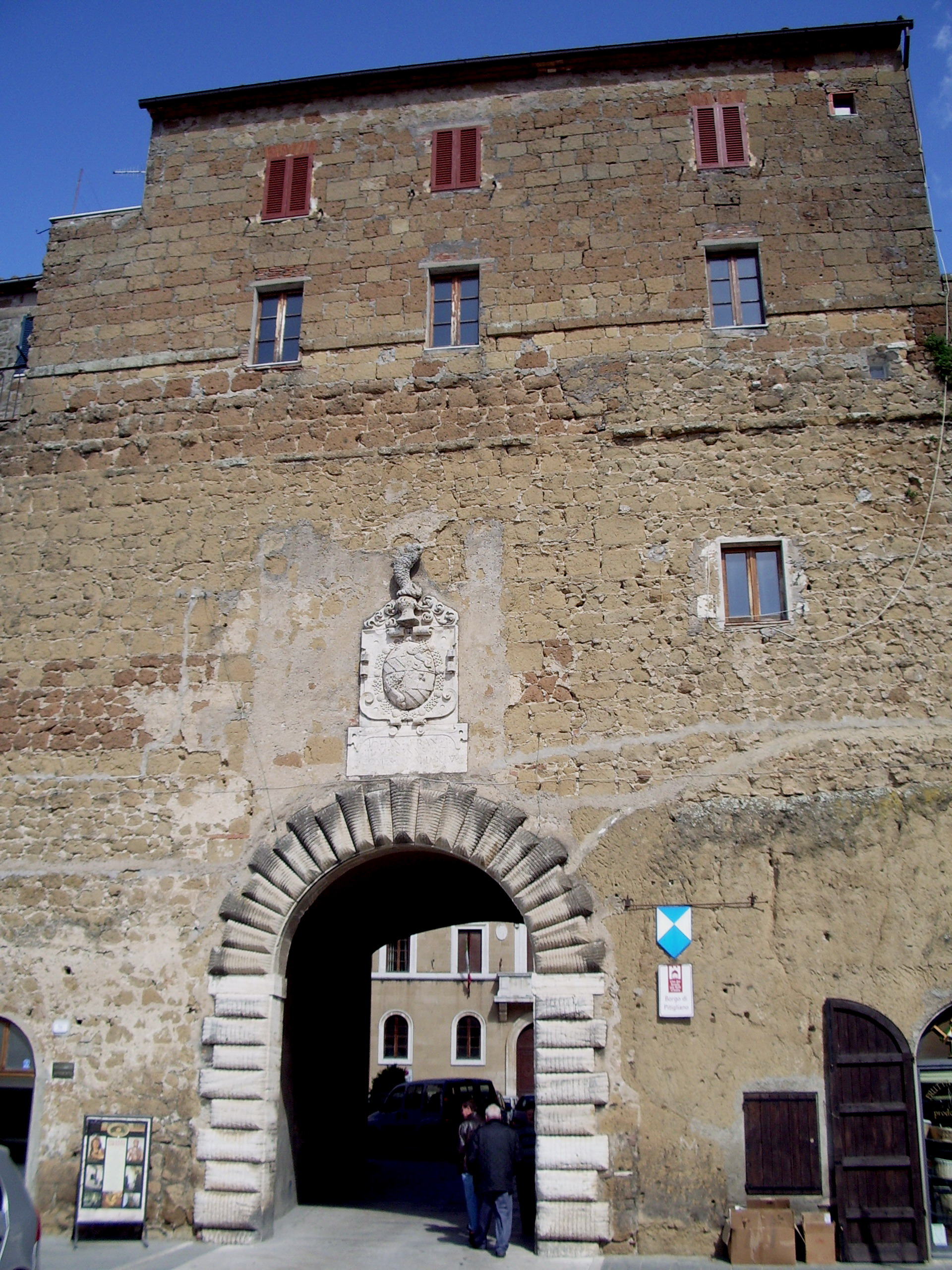
La porta della Cittadella

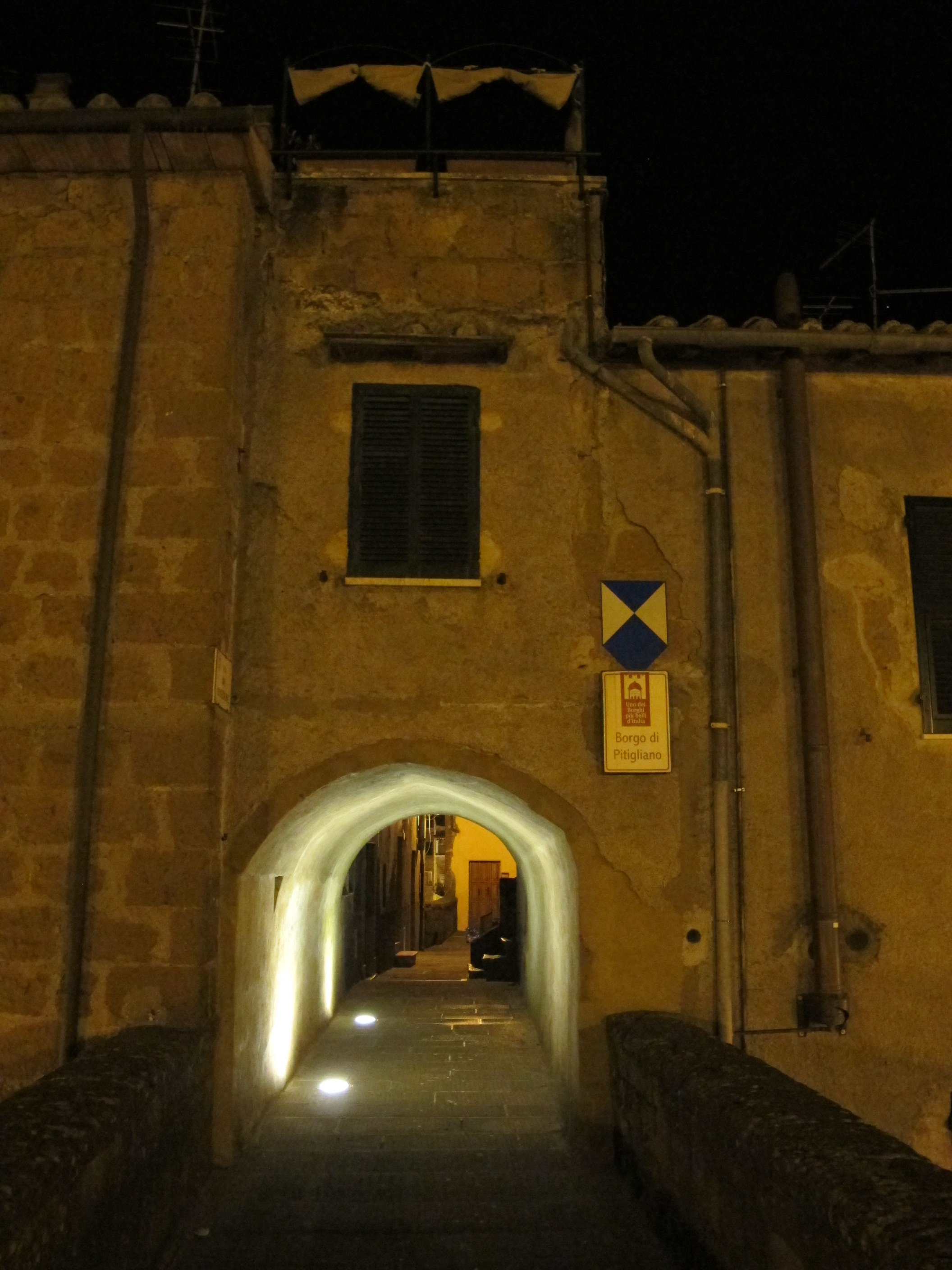
Vista notturna

Le mura di Pitigliano costituiscono il sistema difensivo dell'omonimo borgo.

## Mura etrusche
Una prima cinta muraria venne eretta dagli Etruschi quasi certamente nel corso del VII secolo a.C.
Le mura etrusche furono realizzate a difesa del punto più debole dell'insediamento abitativo, corrispondente alla parte nord-occidentale dell'attuale centro storico. In questa zona, infatti, lo sperone di tufo su cui sorge Pitigliano presenta pendenze minori rispetto agli altri punti, rendendo di fatto più probabile un assedio nemico in assenza di adeguate strutture di difesa. Inoltre, proprio in corrispondenza di questa cerchia, giungeva il sistema viario dell'epoca che univa l'insediamento etrusco di Pitigliano alla vicina Sovana, corrispondente alle Vie Cave, che potevano costituire un ulteriore eventuale fattore di rischio per potenziali assedi nemici.
Le mura etrusche sono attualmente visibili nella parte nord-occidentale del centro storico, in prossimità della Porta di Sovana, da cui originano le Vie Cave. Esse si presentano in blocchi di tufo, al di sotto dei quali si aprono numerose grotte, prevalentemente adibite a cantine; non lontano vi è anche la grotta dell'oratorio rupestre. Di fatto, la struttura di epoca etrusca è rinvenibile presso il basamento delle cortine murarie, essendo esse state rialzate durante le epoche successive.

## Mura aldobrandesche
In epoca medievale, gli Aldobrandeschi controllarono per un certo periodo Pitigliano, facendolo rientrare dal 1274 nella Contea di Sovana. Durante il dominio aldobrandesco fu realizzata la rocca, che costituiva di fatto le vestigia del futuro complesso della fortezza Orsini con il relativo palazzo padronale.
Gli Aldobrandeschi ampliarono notevolmente la preesistente cinta muraria di origini etrusche, andando di fatto a delimitare l'intero centro storico. Il tratto delle mura etrusche fu rialzato, in modo da avere un più efficace sistema difensivo; proprio in quel tratto fu realizzata la porta di Sovana per permettere l'accesso al borgo a coloro che provenivano dalla capitale della contea aldobrandesca.

## Mura ursinee
I territori della Contea di Sovana furono molto presto ereditati dagli Orsini che decisero lo spostamento della capitale dello stato da Sovana a Pitigliano. Tra il Trecento e gli inizi del Seicento gli Orsini ristrutturarono le preesistenti cortine murarie che costituivano il sistema difensivo di Pitigliano.
Le principali opere realizzate furono la trasformazione della preesistente rocca aldobrandesca nell'attuale complesso fortificato della fortezza Orsini, all'interno della quale fu costruita. la residenza di famiglia.
Sul lato sud-orientale dell'abitato, gli Orsini realizzarono ulteriori strutture fortificate, per proteggere ulteriormente il centro da eventuali attacchi nemici. Nel periodo rinascimentale fu completato il bastione della Fortezza, con la porta di accesso che conduceva, sia verso l'abitato che verso il complesso padronale.

### Bastioni di Antonio da Sangallo il Giovane
In epoca cinquecentesca, Antonio da Sangallo il Giovane progettò vari bastioni difensivi, sporgenti ai limiti della rupe di tufo, sulla quale trovano appoggio: mentre in passato erano adibiti a postazioni di avvistamento e di difesa, attualmente si presentano come scenografiche terrazze panoramiche che si aprono di tanto in tanto lungo il perimetro del borgo. Sempre all'architetto fiorentino è da attribuirsi la porta della Cittadella che immette da sud-est all'interno del centro storico di Pitigliano.

## Descrizione
Le mura di Pitigliano si sono conservate solo in alcuni punti attorno al centro storico, essendo state parzialmente inglobate nelle mura perimetrali esterne di alcuni edifici o abbattute nei punti in cui lo sperone di tufo offriva un sistema difensivo naturale di eguale efficacia.
La parte nord-occidentale presenta ancora oggi le tracce delle mura etrusche e la porta di Sovana realizzata dagli Aldobrandeschi in epoca medievale e successivamente ristrutturata.
La parte meridionale presenta un tratto di cortina muraria, quasi certamente tardomedievale, su cui poggiano i pilastri dell'imponente acquedotto Mediceo.
L'estremità sud-orientale presenta i segni dei lavori di riqualificazione effettuati dagli Orsini, con il possente bastione della Fortezza e le altre strutture fortificate che racchiudono il centro storico delimitando il complesso di palazzo Orsini: in quest'area l'accesso al borgo è possibile attraversando la cinquecentesca porta della Cittadella.
Le cortine murarie e le architetture che le caratterizzano si presentano rivestite in tufo; le varie terrazze panoramiche che si affacciano come balconi sporgenti dalla rupe sono state ricavate dai bastioni difensivi aggiunti in epoca cinquecentesca.